# Gadiculus argenteus
Gadiculus argenteus és una espècie de peix pertanyent a la família dels gàdids i l'única del gènere Gadiculus.
És un peix d'aigua marina, pelàgic-oceànic i no migratori, el qual viu entre 100-1.000 m de fondària sobre fons fangosos, de grava o rocallosos.
Es troba a la Mediterrània occidental i l'Atlàntic (al voltant de l'estret de Gibraltar i al llarg de la costa del Marroc).
Pot arribar a fer 15 cm de llargària màxima. Té els ulls grossos, la boca obliqua i les escates grans, argentades i fàcil d'extreure.. No té barbeta al mentó. La seua coloració varia des del rosa fins al marró clar al dors i argentat als flancs i el ventre. La línia lateral acaba a la part superior del cap.
Menja petits crustacis i, potser també, cucs.
La seua esperança de vida és de 3 anys.
La reproducció ocorre a l'hivern a la Mediterrània occidental i a ambdós extrems de l'estret de Gibraltar.